# توبرکولین
توبرکولین (به انگلیسی: Tuberculin)
رده درمانی: ماده آنتی ژن تست پوستی تشخیصی
اشکال دارویی: ویال

## موارد مصرف
توبرکولین برای تشخیص سل و ارزیابی کفایت ایمنی در سرطان یا سوء تغذیه به کار می‌رود.

## مکانیسم اثر
آنتی ژن مایکوباکتریوم توبرکولوزیس و مایکو باکتریوم بویس است که برای تست تزریق داخل درم (ID) یک واحد توبوکولین (TU) در افراد شدیداً حساس یا 5 واحد توبرکولین (5TU) در افراد کمتر حساس در سطح فلکسور ساعد و در صورت واکنش منفی ، تکرار تست انجام می‌گیرد.

## انجام تست
تست توبرکولین با تزریق ۱/۰ میلی لیتر از PPD به قسمت داخلی ساعد صورت می‌گیرد. این تزریق باید با سرنگ مخصوص توبرکولین که سطح اریب آن رو به بالا قرار می‌گیرد، انجام شود. تزریق به صورت اینترادرمال انجام می‌شود. اگر عمل تزریق به درستی انجام شود در این صورت یک ناحیه‌ی برآمده به قطر ۶ تا ۱۰ میلیمتر در پوست به وجود می‌آید.
واکنش پوستی ۲۴ تا ۴۸ ساعت بعد از تزریق خوانده می‌شود. برای افرادی که تا ۷۲ ساعت بعد جهت بررسی مراجعه ننمایند باید یک قرار ملاقات جدید جهت انجام تست مجدد گذاشته شود. واکنش‌پوستی بر اساس میزان اندوراسیون ناحیه بر حسب میلیمتر بررسی‌شود.
خواننده‌ی تست نباید قرمزی را اندازه‌گیری نماید بلکه باید قطر ناحیه‌ی برآمده در محور عرض ساعد اندازه‌گیری شود.

## تفسیر تست
تفسیر تست وابسته به دو عامل است:
۱) اندازه‌گیری ایندوراسیون برحسب میلیمتر.
۲) خطر آلودگی با سل و پیشرفت به سوی بیماری در صورت آلوده شدن.
● طبقه بندی واکنش تست پوست:
الف) ایندوراسیون ۵ یا بیشتر در موارد زیر مثبت تلقی می‌شود:
آلودگی به:
▪ HIV تماس اخیر با بیماری سلی
▪ تغییرات فیبروتیک در عکس‌سینه که مبین سل قبلی است
▪ بیماران با عضو پیوندی
▪ بیمارانی که به دلایل دیگری ایمونوسوپرس می‌باشند (دریافت بیشتر از ۱۵ میلیگرم پردنیزولون در روز در طول یک ماه یا بیشتر و دریافت (TNF-a antagonists).
ب) اندوراسیون ده میلیمتر یا بیشتر درموارد زیر مثبت تلقی می‌شود:
▪ مهاجرتهای اخیر از کشورهای با شیوع بالا
▪ در مصرف کنندگان داروهای تزریقی
▪ پرسنل آزمایشگاههای میکروبیولوژی
▪ کودکان با سن کمتر از ۴ سال
▪ کودکان و شیرخوارانی که در تماس با اشخاص پرخطر می‌باشند.
ج) اندوراسیون ۱۵ میلیمتر و بیشتر درهر کسی مثبت است حتی اگر ریسک فاکتورهای شناخته شده‌یی برای سل نداشته باشد.
● واکنش‌های منفی کاذب:
تعدادی از اشخاص ممکن است با وجود اینکه با میکوباکتریوم آلوده شده باشند به تست توبرکولین پوستی واکنش نشان ندهند. علت این امرممکن است شامل موارد زیر باشد هر چند محدود به آنها نیست:
▪ آنرژی پوستی
▪ عفونت‌اخیر سلی (تماس درعرض ۸ تا ۱۰هفته‌ی‌اخیر)
▪ عفونت‌خیلی‌قدیمی، واکسیناسیون اخیر با واکسن‌های ویروسی زنده (سرخک وآبله مرغان)
▪ بیماری سل پیشرفته، بعضی از بیماری‌های ویروسی (سرخک وآبله)
▪ روش نادرست انجام تست پوستی
▪ تفسیر نادرست واکنش
● واکنش مثبت کاذب:
بعضی از افراد حتی بدون اینکه با مایکوباکتریوم آلوده شده باشند به تست پوستی واکنش نشان می‌دهند. دلیل این واکنشهای مثبت کاذب ممکن است موارد زیر باشد:
▪ آلودگی با میکوباکتریوم غیر توبرکولوزیس
▪ واکسیناسیون BCG قبلی
▪ اجرای نامناسب تست
▪ تفسیر نامناسب تست

## شرایط انجام تست پوستی
اکثر مردم می‌توانند با تست پوستی توبرکولین آزمایش شوند. این تست تنها در کسانی که سابقه‌ی نکروز، شوک انافیلاکتیک، تاول‌زدن پوست یا اولسراسیون در تست قبلی داشته‌اند، انجام نمی‌شود. در سایر افراد مانند شیرخواران، بچه‌ها، زنان باردار، افراد آلوده به HIV یا کسانی که با BCG واکسینه شده‌اند کنترا اندیکه نمی‌باشد.
اگر شخصی در عرض ۴۸ تا ۷۲ ساعت جهت خواندن تست مراجعه نکند انجام تست دوم مقدور می‌باشد. کنترا اندیکاسیونی جهت تکرار تست وجود ندارد مگر اینکه تست قبلی با واکنشهای شدیدی همراه بوده باشد.
▪واکسیناسیون با واکسنهای ویروسی زنده احتمال تداخل با واکنشهای تست را دارد. در کسانی‌که بتازگی واکسن زده اندو درصدد انجام تست می‌باشند تست باید تحت شرایط زیر صورت گیرد:
▪ تست ۴ تا ۶ هفته پس از واکسیناسیون انجام شود.
▪ حداقل یک ماه پس ازواکسیناسیون آبله.

## عوارض جانبی
واکنش شدید به توبرکولین PPD نادر است و ناشی از حساسیت بیش از حد به توبرکولین می‌باشد ، احتمال آنافیلاکسی وجود دارد.